# Josetxo Cerdán Los Arcos
Josetxo Cerdán Los Arcos (Tudela, 1968) és un historiador, professor universitari, productor de cinema català i director de la Filmoteca Espanyola des del 2018.

## Biografia
L'any 1996 es va doctorar a la Universitat Autònoma de Barcelona amb una tesi dirigida per Romà Gubern sobre l'arribada del cinema sonor a Espanya. Durant els anys 1998-1999 i 2007-2008 va impartir docència al Màster en Teoria i Pràctica del Documental Creatiu de la UAB, on va coordinar la producció de més de mig centenar de curts documentals. Va ser professor titular de la Universitat Autònoma de Barcelona entre el 1996 i el 2008, així com de la Universitat Rovira i Virgili de Tarragona entre el 2009 i el 2013. Per a aquesta universitat va exercir d'investigador principal de dos projectes subvencionats pel Ministerio de Ciencia, Innovación e Universidades i el Consell de l'Audiovisual Català sobre l'audiovisual contemporani espanyol i els rols de gènere, respectivament.
S'ha especialitzat en cinema documental i experimental espanyol, cinema transnacional i història de l'audiovisual. En aquest sentit és co-editor i autor de llibres com Mirada, memoria y fascinación. Notas sobre el documental español (2001), Documental y Vanguardia (2005), Suevia Films-Cesáreo González. Treinta años de cine español (2005) i Ricardo Urgoiti. Los trabajos y los días (2007). També és autor del monogràfic Después de lo real (Archivos de la Filmoteca, n°57-58). Ha realitzat tasques de producció i comissariat per a diverses institucions, com ara per l'Institut Cervantes amb el programa D-generación: experiencias subterráneas de la no ficción española, realitzat en col·laboració amb el Festival Internacional de Cinema de Las Palmas de Gran Canaria del 2009. Va ser director artístic del Festival Punto de Vista entre els 2010 i el 2014, del Festival Internacional de Documental de Navarra i visiting scholar a la New York University el 2010. L'Any 2012 va ser el programador del Robert Flaherty Film Festival.
Des del 2018 és catedràtic de la Universitat Carles III de Madrid i membre del grup de recerca Tecmerin, especialitzat en memòria, representació i indústria audiovisual, així com director de la Filmoteca Espanyola.

## Obres

### Filmografia
- 1999: Els aucells de la piscina (productor)
- 2000: La bella inquietud (guionista)
- 2007: Los pasos de Antonio (productor)
- 2014: Pepe el andaluz (guionista)
- 2016: La película de nuestra vida (muntador).

### Publicacions
- Mirada, memoria y fascinación. Notas sobre el documental español (2001) (coautor amb Casimiro Torreiro).
- Documental y Vanguardia (2005) (Autor i co-editor amb Casimiro Torreiro).
- Suevia Films-Cesáreo González. Treinta años de cine español (2005) (Coordinador amb José Luis Castro de Paz).
- Ricardo Urgoiti. Los trabajos y los días (2007) (coautor amb Luis Fernández Colorado)
- Del sainete al Esperpento. Relecturas del cine español de los años 50 (2007) (Coautor amb José Luis Castro de Paz).